# Calzone
Pour le palais de Rome, voir Palazzetto Calzone.
Le calzone est une recette culinaire typique de l'Italie méridionale.

## Caractéristiques
Le terme italien peut se traduire par « chausson » ; il s'agit en effet d'une pizza pliée en deux pour en faire une pâte farcie généralement de mozzarella et de tomates, et avec du jambon (éventuellement). Les Italiens le consomment pendant les repas en antipasti (assortiment d'entrées), en plat de résistance ou en en-cas dans l'après-midi.
Le plus souvent, les pizzas calzone sont préparées par un traiteur, à la demande du client et sont dégustées très chaudes. À Naples, où le calzone est aussi très populaire, il en existe une version frite,,, appelée pizza fritta.